# IFB Finwest
IFB Finwest Arad este o companie de brojeraj din România.
Număr de angajați în 2010: 38
Cifra de afaceri:
- 2008: 1,9 milioane euro[1]
- 2007: 7,2 milioane euro[3]